# Hwang In-sun
Hwang In-sun (em coreano: 황인선; nascida em 13 de janeiro de 1987), é uma cantora e personalidade da televisão sul-coreana que apareceu no Produce 101 e no Society Game.

## Carreira e História
Em 2011, Hwang estreou com o grupo feminino INY sob o nome artístico de Mika. Mais tarde, elas se separaram.
Em 2014, ela estreou com o grupo feminino Smile.G. Elas nunca se separaram oficialmente, mas todos os membros foi em direções profissionais diferentes, presume-se que elas não irão promover juntas.
Após o término do Produce 101, Hwang participou de "Don't Give Up", um single com 7 outros competidores do Produce 101 sob o nome do grupo 101.
Em abril de 2016, após o Produce 101, ela estreou oficialmente como solista com seu single, "Emoticon".
Em 2019, encerrou seu contrato com a Show Works Entertainment e assinou com a H&I Entertainment. Ela não lançou nenhuma música nova ou participou de nenhum programa desde que encerrou seu contrato com a Show Works.

## Discografia

### Singles
| Título                        | Ano  | Álbum                           |
| ----------------------------- | ---- | ------------------------------- |
| "DoBiDoBob" (as SMILE.G)      | 2014 | Non-album single                |
| "Sarangae"                    | 2015 | Non-album single                |
| "Emoticon"                    | 2016 | Non-album single                |
| "Hwang Ya"                    | 2017 | Non-album single                |
| "Rainbow"                     | 2017 | Non-album single                |
| "Dead Clock (feat. Outsider)" | 2018 | Hwang in Sun The Ballade Part.1 |

### Outras aparições
| Título                            | Ano  | Melhores posições nas paradas | Vendas          | Álbum               |
| Título                            | Ano  | KOR                           | Vendas          | Álbum               |
| --------------------------------- | ---- | ----------------------------- | --------------- | ------------------- |
| "Pick Me" (with Produce 101 cast) | 2015 | 9                             | - KOR: 893,723+ | Non-album single    |
| "24 Hours" (with Make Some Noise) | 2016 | 44                            | - KOR: 204,742  | 35 Girls 5 Concepts |

## Filmografia

### Televisão
| Ano  | Programa            | Rede          | Funções     | Notas/Ref.                              |
| ---- | ------------------- | ------------- | ----------- | --------------------------------------- |
| 2016 | Produce 101         | Mnet          | Competidora |                                         |
| 2016 | Plan Man            | tagTV, TRENDY | Elenco      |                                         |
| 2016 | Society Game        | tvN           | Competidora |                                         |
| 2020 | King of Mask Singer | MBC           | Competidora | como "Half-half Chicken" (episódio 251) |